# Écossais (peuple)
Pour les articles homonymes, voir Écossais.
Les Écossais correspondent au peuple et à la nation qui occupent l'Écosse. Ils sont les descendants des anciens Pictes, Gaëls, avec des apports de Bretons insulaires, d'Angles, de Saxons et de Normands (Vikings norrois, danois et plus tard les Normands de France).

## Migrations et diaspora
- Scotto-Américains
- Scotto-Australiens
- Scotto-Canadiens